# Vädjan till känslor
Vädjan till känslor, eller känsloargument är potentiella argumentationsfel som utnyttjar en människas psykologi och försöker lyfta fram känslor som ett argument. Flera typer av argumentationsfel klassas som känsloargument, beroende på den känsla de försöker framkalla, exempelvis rädsla, smicker, medlidande, förlöjligande och skadeglädje. Även argumentationsfelet önsketänkande klassas ofta som ett känsloargument.
Med känsloargument används istället för fakta övertalande språk för att bygga grunden för ett känslomässigt felslut. Premissen som bygger upp känslan kan ofta vara sann men irrelevant, men den kan också vara påhittad eller överdriven för argumentets skull. Argumentet presenteras som övermäktig logiska argument, eftersom den vädjar till människan och inte till den objektiva logiken. Det är menat att inbringa starka känslor i åhöraren, samtidigt som åhöraren ska övertalas att premissen är korrekt, endast baserat på att den överöser åhöraren med de starka känslorna. Åhöraren kan därför överösas av känslor som förblindar logiken och gör det lättare att acceptera argumentet än om den skulle presenteras utan tillhörande känslor.

## Relaterade argumentationsfel
- Ad hominem-attacker
- Guilt by association
- Sluttande planet
- Två fel gör ett rätt (vid argumentation för hämnd)
- Halmdocka

## Exempel
- "Vårt företag behöver en vacker kvinna i våra reklamer, därför tänkte vi genast på dig."
  - Den tillfrågade tar smickret i beaktande, trots att det i sig inte är ett argument för att göra reklamen. Att neka till erbjudandet blir dessutom att neka till, eller inte hålla med om, smickret.
- "Vi måste sänka hastigheterna på motorvägen, tänk på barnen!"
  - Medan det är sant att barn kan skadas av för höga hastigheter på motorvägen, tas aspekten in enbart för att skapa känslor av medlidande.